# Lepisosteus
Lepisosteus es un género de peces de la familia Lepisosteidae, este género agrupa a cuatro especies de peces óseos primitivos llamados comúnmente "pejelagartos", dichos peces se encuentran entre los grupos de peces dulceacuícolas más antiguos que existen en la actualidad, llegando se ser calificados como "fósiles vivientes".
El género está integrado por cuatro especies:
- Lepisosteus oculatus  (Winchell, 1864) (Pejelagarto moteado)
- Lepisosteus osseus  (Linnaeus, 1758) (Pejelagarto de nariz larga)
- Lepisosteus platostomus (Rafinesque, 1820) (Pejelagarto de nariz corta)
- Lepisosteus platyrhincus (DeKay, 1842) (Pejelagarto de la Florida)

Tres especies anteriormente clasificadas como Lepisosteus (el pejelagarto, el catán y el manjuarí) ahora son parte del género Atractosteus.